# Tapeinidium luzonicum
Tapeinidium luzonicum är en ormbunkeart som först beskrevs av William Jackson Hooker, och fick sitt nu gällande namn av Kramer. Tapeinidium luzonicum ingår i släktet Tapeinidium och familjen Lindsaeaceae.

## Underarter
Arten delas in i följande underarter:
- T. l. leptophyllum
- T. l. thelypteridoides